# Mettius Pompusianus
Mettius Pompusianus (1. század) római író.

## Élete
Egy jós azt jósolta neki, hogy egyszer még császár lesz, s ő a jóslatot teljes mértékig elhitte. A gyanakvó Domitianus kivégeztette, mivel szobája falára térképet festett, s Livius történelmi munkáit buzgón tanulmányozta. Egyes források szerint maga is készített egy hasonló művet, ám a mű elveszett. Suetonius és Cassius Dio említik.